# روبرت أندرو إينسورث جونيور
روبرت أندرو إينسورث جونيور (بالإنجليزية: Robert Andrew Ainsworth, Jr.)‏ هو قاضي ومحامي وضابط أمريكي، ولد في 10 مايو 1910 في غولفبورت في الولايات المتحدة، وتوفي في 22 ديسمبر 1981.